# Crnogorsko parobrodsko društvo
Crnogorsko parobrodsko društvo je prvi pokušaj formiranja crnogorske pomorske kompanije.
Nakon veilikih ratova 1876. – 1878. kojim se Kneževina Crna Gora, između ostalog, proširila i na Jadransko more, na prostor od Bara do Ulcinja, uspostavljen je trgovinski pomorski, rječni i jezerski saboraćaj, no te su poslove obavljale inozemne kompanije.
Listopada 1887. na Cetinju je osnovano Knjaževsko Crnogorsko povlašteno parobrodarsko društvo kao dioničarska udruga. Predsjednik Osnivačkoga odbora bio je Jovan Pavlović, a potpredsjednik Gavro Vuković, ministar inozemnih poslova. Statut dioničarske udruge je imao 78 članova a sjedište je bilo u Baru. Prema članu 2. Statuta, zadatak udruge je bio da održava redovnu plovidbu između crnogorskih luka, Boke kotorske, Trsta i obratno, između crnogorskih luka i Italije, te plovidbu rijekom Bojanom i Skadarskim jezerom. 
U ime barskih trgovaca potpisao ga je Gligo Dabanović. Na pečatu je bio u sredini urezan naziv firme, uz ucrtano sidro s natpisom Složno. No, svi napori da udruga zaživi nisu urodili plodom, jer je dioničarski kapital bio odveć mali da bi se mogla kupiti sva odgovarajuća plovila - premda su neka već bila iznajmljena ili kupljena. Tim je povodom, na glavnoj skupćini dioničara rujna 1888. na Cetinju udruga samoukinuta ukinuto, a nabavljeni parobrodi vraćeni ili prodani. Ipak je Crna Gora prosinca 1890. u Odesi (Rusko Carstvo) nabavila parobrod Jaroslav. To je bio prvi veći parobrod pod crnogorskom zastavom, pod komandom kapetana Slava i Andra Đurkovića. Jaroslav je iz ruskih luka Odesa i Nikolajevo prevozio žito do Bara, Perasta i Risna, te Trsta i Rijeke.